# Різдвяний вечір Бастера і Чонсі
Різдвяний вечір Бастера і Чонсі — мультфільм 1998 року.

## Сюжет
Одного разу двоє бешкетних мишенят вирішили, що вони - найбільші в світі музиканти. Але з цим не погодилася власниця магазину, де вони оселилися, і ось на шляху двох безтурботних друзів з'являється страшний котище Теббі..